# Escarigo (Fundão)
Escarigo ist ein Ort und eine ehemalige Gemeinde (Freguesia) im portugiesischen Kreis Fundão. Die Gemeinde hatte 224 Einwohner (Stand 30. Juni 2011).
Am 29. September 2013 wurden die Gemeinden Escarigo und Salgueiro zur neuen Gemeinde Três Povos zusammengeschlossen.